# Bohuslavice u Zlína
Bohuslavice u Zlína – gmina w Czechach, w powiecie Zlin, w kraju zlińskim. Według danych z dnia 1 stycznia 2012 liczyła 787 mieszkańców.
Zobacz też:
- Bohuslavice